# 张抗抗
张抗抗（1950年7月3日—），原名張抗美，生于浙江杭州，祖籍广东新会，当代女作家，其早期作品多描写知青生活，后来也写作了一批以都市女性为主角的小说。其作品远离了民族、国家和革命的话语，以女性主义的视角审视这个世界。

## 生平
原名張抗美，1950年出生于杭州，祖籍广东新会杜阮镇长乔乡。1963年至1966年，张抗抗就读于杭州一中初中。1969年前往黑龙江鹤立河农场劳动。1972年在《解放日报》发表了第一篇短篇小说《灯》。1977年-1979年，在黑龙江省艺术学校学习编剧。1979年进入黑龙江省作家协会，后出任黑龙江省作家协会副主席，黑龙江省第六、七、八届政协委员，第十届、十一届、十二届全国政协委员。张曾赴美国、加拿大、德国、法国、俄罗斯、南斯拉夫、马来西亚进行交流。2009年被聘为国务院参事。有媒体报道称，张抗抗的丈夫就是小说《狼图腾》的化名作者姜戎，即吕嘉民。

## 作品
张抗抗以发表于《收获》1979年2期的短篇《爱的权利》成名。小说通过对文革中一个家庭悲剧的描写，以恢复人的尊严为主题。小说中，舒贝、舒莫姐弟的母亲在文革中不堪迫害自杀。不久，舒贝做护士时遇到李欣产生感情。但李欣激进开放的政治态度让舒贝离去。最后舒贝在弟弟劝说下解开心结，获得了爱的权利。她其他的短篇小說還有获得1980年全国优秀短篇小说奖的《夏》、《白罌粟》等。
1975年的《分界線》是其長篇成名作。1986年的知青文学作品《隐形伴侣》，时代设定在红卫兵运动和上山下乡运动时期，通过心理描写反思人自身的深层问题。书中写实同回忆、梦境、幻觉相交叠，心态同情节融为一体。1994年寫完的《赤彤丹朱》书中主要塑造了“母亲”朱小玲和“父亲”张恺之两个人物，灵感来自于作者自己父母的经历，有些地方引用了历史性文本。该书解构了红色经典，批判阶级斗争学说。1995年的《情爱画廊》，写以为躶体画画家周由曾有许多裸体模特做情人，可她们最后纷纷离去。之后在苏州遇到阿霓相遇，与她和她的母亲水虹均发生情爱纠葛。这部作品受到了很大争议。2002年的《作女》探讨了都市女性的欲望。
张的其他作品还有中篇小说《淡淡的晨雾》（获第一届全国优秀中篇小说奖）、《北极光》、《在丘陵和湖畔有一个人》；中篇童话《翔儿和他的氢球》、散文集《橄榄》等等。

### 长篇小说
- 《分界线》   1975年9月  上海人民出版社
- 《隐形伴侣》 1986年12月 作家出版社先
- 《赤彤丹朱》 1995年5月  人民文学出版社
- 《情爱画廊》 1996年4月春风文艺出版  1998年12月台湾业强出版
- 《作女》    2002年艺月 华艺出版社

### 中篇小说集
- 《张抗抗中篇小说集》 1982年7月中国青年出版社
- 《塔》      1985年5月  四川文艺出版社
- 《陀罗厦》   1992年7月  华艺出版社
- 《永不忏悔》  1994年10月香港天地图书  1995年5月河北教育出版
- 《银河》     1996年12月 长江文艺出版社

### 短篇小说集
- 《夏》       1981年11月黑龙江人民出版社
- 《红罂粟》   1986年10月北方文艺出版社
- 《性情张抗抗》     2004 北京广播学院出版社
- 《鸟善走还是善飞》 2004 上海文艺出版社
- 《把灯光调亮》     2018 太白文艺出版社

### 散文集
- 《橄榄》               1983年5月上海文艺出版社
- 《小说创作与艺术感觉》 1985年6月百花文艺出版社
- 《地球人对话》 1990年6月中国华侨出版公司
- 《野味》       1992年3百花文艺出版社
- 《你对命运说：不！》 1994年1月上海知识出版社
- 《恐惧的平衡》 1994年4月华艺出版社
- 《牡丹的拒绝》 1995年3月春风文艺出版社
- 《故乡在远方》 1995年6月四川人民出版社
- 《柔弱与柔韧》 1996年5月湖南文艺出版社
- 《沙之聚》     1996年6月吉林人民出版社
- 《山野现代舞》 1998年2月陕西人民出版社
- 《沧浪之水》   1998年1月江苏文艺出版社
- 《女人的极地》 1998年4月台湾业强出版社
- 《风过无痕》   1998年9月江苏人民出版社
- 《鹦鹉流浪汉》 1998年11月重庆出版社
- 《女人说话》   1999年9月江苏人民出版社
- 《天然夏威夷》   2002年9月河南文艺出版社
- 《北方》       2016 高等教育出版社
- 《南方》       2019 浙江文艺出版社

### 选集
- 《张抗抗代表作》         1991年，  北方文艺出版社
- 《张抗抗儿童文学作品选》 1991年6月 上海少年儿童出版社
- 《张抗抗散文自选集》     1995年5月 天津百花出版社
- 《张抗抗自选集》5卷      1996年6月 贵州人民出版社
- 《中国当代作家选集丛书--张抗抗卷》 1998年10月 人民文出版社
- 《张抗抗知青作品选》     2000 西苑出版社

### 回忆录
- 《张抗抗影记》 1998年10月河北教育出版社
- 《大荒冰河》（老三届回忆录丛书） 1998年吉林人民出版社
- 《回忆找到我》2017年长江文艺
- 《张抗抗文学回忆录》2019年广东人民出版社

### 改编成电视剧的作品
- 《隐形伴侣》改编为8集电视连续剧
- 《情爱画廊》改编为20集电视连续剧